# Куп Србије у рагбију 2014.
Куп Србије у рагбију 2014. је било 8. издање Купа Србије у рагбију. 
Трофеј је освојила Црвена звезда.
| Освајач купа Србије у рагбију 2014.           |
| --------------------------------------------- |
| Београдски рагби клуб Црвена звезда 3. трофеј |